# Откосное лекало
Откосное лека́ло служит для контроля поперечных профилей водоотводных канав и кюветов в процессе их устройства.
Имеет треугольную форму и состоит из трех шарнирно-соединенных между собой планок; откосной (гипотенузы), вертикальной с отвесом и соединительной с уровнем. Планки на одной стороне имеют отверстия, позволяющие устанавливать откосную планку с наклоном, равным проектной крутизне откоса (1:1;1:1,5;1:1,75;1:2).